# Michail Stasiulevitj
Michail Matvjejevitj Stasiulevitj ( ryska: Михаил Матвеевич Стасюлевич), född 9 september (gamla stilen: 28 augusti) 1826 i Sankt Petersburg, död 5 februari (gamla stilen: 23 januari) 1911, var en rysk historiker och publicist.
Stasiulevitj blev 1859 e.o. professor i historia vid Sankt Petersburgs universitet, men avgick efter studentoroligheterna 1861. 
Han var 1862–1866 ledamot av den ministeriella kommittén för folkupplysningen, verkade med kraft för folkskoleväsendet i Sankt Petersburg och utgav flera läroböcker i historia. 
År 1865 uppsatte han tidskriften "Vjestnik jevropy", i vilken han publicerade många egna artiklar. Han hade även en framstående roll i Sankt Petersburgs kommunala liv.